# قلعه مریم
قلعه مریم یا قلعهٔ شکربانو یکی از آثار تاریخی استان کرمانشاه است، که در شهرستان سرپل ذهاب، روستای قره‌بلاغ شیخ‌مراد و در حدود ۳ کیلومتری شهر سرپل ذهاب قرار دارد.
این قلعه تاریخی در حاشیه شمالی سرآب قره‌بلاغ و بر فراز تپه‌ای در ارتفاع ۱۰۰ متری از سطح زمین قرار دارد. این بنای تاریخی از لاشه سنگ و ملات گچ ساخته شده‌است. این بنا هنوز به سورت دقیق تعیین قدمت نشده‌است، اما چنین به نظر می‌رسد که متعلق به دوران ساسانیان است. مردم بومی این منطقه، این قلعه را به خسروپرویز نسبت می‌دهند و آن را همان قلعه‌ای می‌دانند که او برای همسر خود مریم یا شکربانو ساخته‌است.
تاکنون نقشۀ عرصه و حریم بنای قلعه مریم تهیه نشده‌است.